# Westbroekse Molen
De Westbroekse Molen is een grondzeiler iets buiten het dorp Oud-Zuilen, gelegen in de Utrechtse gemeente Stichtse Vecht. De achtkante molen uit 1753 is maalvaardig. De molen kan worden ingezet als poldermolen voor het bemalen van de polder Westbroek. De bedienende molenaar doet dit op vrijwillige basis.

## Wijzigingen
In 1913 werd in een bijgebouwtje een hulpgemaal met dieselmotor geplaatst. De molen is in 1930 totaal verdekkerd, waarbij het oorspronkelijke scheprad werd vervangen door twee schroefpompen en het gevlucht werd uitgerust met Dekkerwieken. Tot 1947 werd de polder zowel mechanisch als op windkracht bemalen, daarna heeft er een dieselmotor in gezeten, die tot de komst van een elektrisch gemaal in 1971 heeft gefunctioneerd. Toen in 1963 de molen als stilstaand monument werd gerestaureerd, werden de wieken weer vervangen door Oudhollands getuigde wieken. Bij het maalvaardig maken van de Westbroekse molen in 1983 werden de roeden met fokken volgens het systeem Fauël uitgerust, met op de binnenroede remkleppen, en werden de schroefpompen vervangen door een vijzel. Deze kan door de wind of door een elektromotor worden aangedreven, waarmee het een officieel reservegemaal werd.
De gelaste roeden zijn in 1983 gemaakt door Derckx in Beegden. De binnenroede met nummer 413 is 27,56 m lang en de buitenroede met nummer 412 is 27,68 m lang.
De Westbroekse Molen is de grootste windmolen in de provincie Utrecht en staat direct naast de kleinste molen van de provincie, de Buitenwegse Molen. De Buitenwegse molen is in de nacht van 14 op 15 maart 2016 door brand zwaar beschadigd.